# 漢斯·霍萊因

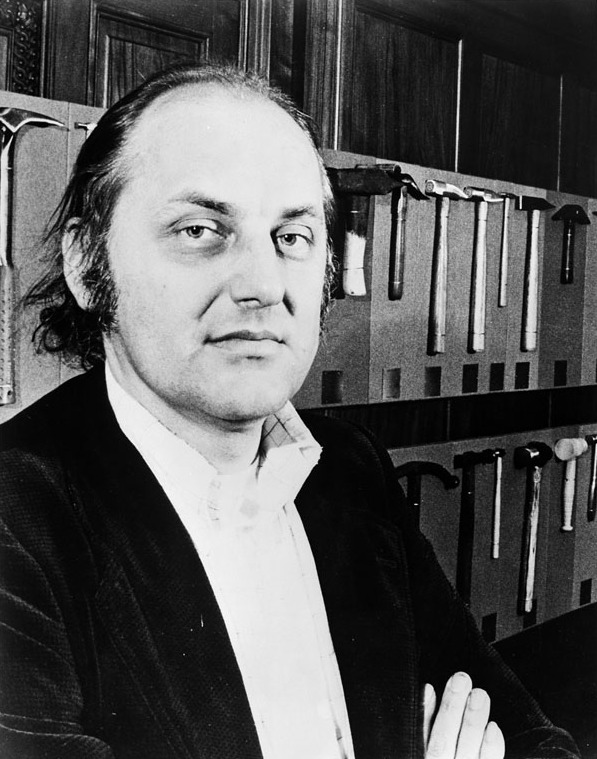
1976年的漢斯·霍萊因

漢斯·霍萊因（德語：Hans Hollein，1934年3月30日—2014年4月24日），是一名奥地利建筑师、设计师、雕刻师和建筑理论家。他著名的建筑作品包括有现代艺术博物馆和哈斯大楼。在台灣的作品包括淡水海揚大樓和高雄HH。1985年，他获得普利兹克建筑奖。
2014年4月24日，他因肺炎去世，享年80岁。